# Tina Kotek
Tina Kotek, née le 30 septembre 1966 à York (Pennsylvanie), est une femme politique américaine, membre du Parti démocrate. Présidente de la Chambre des représentants de l'Oregon de 2013 à 2022, elle est gouverneure de l'Oregon depuis le 9 janvier 2023,.

## Biographie

### Formation
Tina Kotek est née le 30 septembre 1966 à York, en Pennsylvanie, d'un père d'ascendance tchèque et d'une mère d'ascendance slovène.
Après avoir effectué ses études secondaires à Dallastown, dans le comté de York en Pennsyvlanie, Tina Kotek étudie à l'université de Georgetown, mais arrête ses études sans avoir obtenu son diplôme.
Elle déménage en Oregon en 1987, où elle étudie les sciences des religions à l'université de l'Oregon. Elle obtient un Bachelor of Science en 1990. Elle poursuit ses études à l'université de Washington et obtient un master en religion comparée.

### Carrière
Avant d'être élue, Tina Kotek a travaillé comme directrice politique d'une ONG à l'échelle de l'État de l'Oregon, de défense des enfants et de prévention contre la maltraitance infantile, puis à la Banque alimentaire de l'Oregon.
En 2004, Tina Kotek se présente à la Chambre des représentants de l'Oregon au sein de 43e district, mais échoue lors de la primaire démocrate. En 2006, elle gagne la primaire démocrate au sein du 44e district puis l'emporte sur son opposant républicain. Élue à la Chambre des représentants de l'Oregon, elle est réélue tous les deux ans jusqu'aux élections de 2020.
À partir de la session parlementaire de 2009, Tina Kotek occupe le rôle de whip au sein du groupe démocrate ; elle est chargée de veiller à ce que les élus de son parti soient présents et votent en fonction des consignes du parti. En 2011, Tina Kotek est choisie comme cheffe du groupe démocrate à la Chambre.
Après que les démocrates aient remporté la majorité à la Chambre lors des élections de 2012, Tina Kotek devient présidente de la Chambre pour la session parlementaire de 2013. Elle est réélue lors des sessions parlementaires de 2015, 2017, 2019 et 2021.
Elle est la première personne ouvertement lesbienne à être présidente d'une législature d'État aux États-Unis. Elle détient également le record de longévité à la présidence de la Chambre des représentants de l'Oregon.
En janvier 2022, elle annonce sa démission de la présidence et de son siège à la Chambre des représentants de l'Oregon pour se concentrer sur sa campagne.

### Gouverneur de l'Oregon
Le 1er septembre 2021, Tina Kotek déclare sa candidature au poste de gouverneur. En mai 2022, elle remporte la primaire démocrate contre 14 autres candidats, et principalement le trésorier de l'État, Tobias Read. Elle affronte alors lors de l'élection générale l'ancienne représentante d'État républicaine Christine Drazan et l'ancienne sénatrice l'État indépendante Betsy Johnson dans une course annoncée étonnamment incertaine au regard de l'avance traditionnelle des démocrates dans l'État. Elle est néanmoins élue avec 47 % des voix contre 43,5 % pour sa rivale républicaine.
Le 9 janvier 2023, Tina Kotek succède à Kate Brown et devient la 39e gouverneure de l'Oregon, la troisième femme dans l'histoire de l'État ; lors de son assermentation, elle déclare l'état d'urgence pour les sans-abris et s'engage à prendre des mesures pour enrayer la crise du logement.